# Эллё, Поль
Поль Сезар Эллё (фр. Paul César Helleu; 17 декабря 1859, Ван — 23 марта 1927, Париж) — французский художник и гравёр.

## Биография и творчество
Ребенком потерял отца. В 15 лет открыл для себя импрессионизм. Учился в Национальной высшей художественной школе у Жана-Леона Жерома. В 1884 году Эллё  пригласили  в семью французского художника Герена для  написания портрета его дочери, 14-летней Алисы Герен. В 1886 году 16-летняя девушка становится  женой художника и его музой на всю жизнь.
Эллё осваивает технику сухой иглы и становится одним из первых художников, кто использует данную технику в чистом виде после трёх гравюр Дюрера в 1512 году. Эллё выполняет в технике сухой иглы порядка 1500 работ. Среди них преобладают интересные портреты фигур прекрасной эпохи, чаще всего женские, наиболее известен среди которых — портрет парижской куртизанки Лианы де Пужи. Часто изображена его жена Алиса Герен в образе женщины с длинными рыжими волосами.
Эллё также был дружен с Робером де Монтескью, Джованни Больдини, Джоном Сарджентом, Марселем Прустом (оставил рисунок Пруста на смертном одре). Принято считать, что Эллё развил далее типаж так называемой Гибсоновской девушки (Gibson-girl), введённый американским художником Чарльзом Гибсоном.
Создал эскизы для росписи плафона Центрального вокзала в Нью-Йорке (1912) — на тему Млечного Пути, пересекающего знаки зодиака.

## Признание
Был известен не только в Париже, но и в Лондоне. Кавалер ордена Почётного легиона (1904).

## Образ в искусстве
Стал прототипом художника Эльстира в романе Пруста «В поисках утраченного времени».

## Галерея
- Джон Сарджент. Портрет Поля Эллё, ок. 1885—1889
- Поль Эллё. Консуэло Вандербильт, герцогиня Мальборо, 1901
- Поль Эллё. Портрет Алисы Герен, 1900